# Moses Emmanuel Amasi
Moses Amasi (* 10. ledna 2004) je nigerijský fotbalový záložník, od roku 2022 hraje v olomoucké Sigmě.

## Klubová kariéra

### SK Sigma Olomouc
Na Hanou se poprvé dostal v srpnu 2022 na testy s jiným Nigerijcem Nwankem, který odehrál 2 zápasy v rezervě. V sezoně 2022/23 hrál za akademii Olomouce, nakoukl však do dvou zápasů druholigové rezervy.

#### Sezona 2023/24
Tuto sezonu se stal stálicí v béčku, připsal si však i 5 startů v nejvyšší soutěži. Tam debutoval dne 20. srpna 2023 proti Plzni, kdy ho trenér Jílek poslal střídat v 84. minutě střídal Lukáše Juliše. Zimní pauzu strávil s áčkem, ale stejně nastupoval pouze v B-týmu. Taktéž pomohl k historickému druhému místu olomoucké rezervy v Fortuna:Národní lize.

#### Sezona 2024/25
I následující sezonu nastupuje v rezervě. Dočkal se i první branky v A-týmu a to v zápase MOL Cupu proti Viktorii Žižkov, kdy v 81. minutě střídal Šípa a o dvě minuty později proměnil svou šanci. V prosinci 2024 se Sigmě upsal až do roku 2028 a zimní přípravu opět absolvuje s prvním mužstvem pod taktovkou trénera Janotky.